# Jared French
Pour les articles homonymes, voir French.
Jared French était un peintre américain appartenant au courant dit de Réalisme magique. Il faisait partie d’un groupe d’artistes et amis qui s’était spécialisé dans l’utilisation de l’ancienne technique de la tempera à l’œuf, et qui comprenait notamment George Tooker et Paul Cadmus.

## Biographie

### Débuts
Né à Ossining (New York), Jared French est diplômé d'un bachelor of arts d'Amherst College. Peu de temps après, il rencontre et se lie d'amitié avec Paul Cadmus (1904-1999) à New York, il deviendra son amant,. French persuade Cadmus d'abandonner l'art commercial pour ce qu'il considère comme une « peinture sérieuse »,. En 1930, alors que French et Cadmus étudient ensemble à l'Art Students League de New York, l'artiste italien Luigi Lucioni peint French dans un tableau intitulé Jared French, acquis par le Metropolitan Museum of Art en 1994.

### Carrière
De la fin des années 1930 jusqu'au début des années 1940, French réalise des peintures murales pour le Works Progress Administration. Les premières peintures de French sont décrites comme sinistre et inquiétante, des tableaux colorés de silhouettes immobiles et silencieuses dérivées des statues grecques de la période archaïque. Par la suite, son travail montre « une sorte de bio-morphisme classique », avec des formes organiques étranges, colorées, suggestives.
En 1937, French se marie à Margaret Hoening (morte en 1998), le couple avait quinze ans d'écart d'âge. Pendant huit ans, Cadmus et le couple French passent leurs étés sur Fire Island et forment un collectif de photographe PaJaMa pour Paul, Jared et Margaret. Le couple passe son temps entre Provincetown, Truto, Fire Island et New York. Ils se mettent en scène dans diverses photographies en noir et blanc avec leurs amis, à la fois nus et vêtus. La plupart de ces amis présentés dans les photographies étaient parmi les jeunes artistes, danseurs et écrivains de New York, et la plupart étaient beaux et gays.
French et Cadmus posent en 1938 pour une série du photographe George Platt Lynes. Ces photos ne sont pas publiés du vivant de Lynes. French donne ses traits à John Smith de Jamestown pour la peinture murale de Cadmus intitulées Pocahontas Rescued Captain John Smith située dans le Richmond Parcel Post Building.
À la fin des années 1940, French et sa femme ont une relation avec Cadmus et son compagnon George Tooker. Quand les French achètent une maison à Hartland dans le État du Vermont, ils offrent à Cadmus une maison sur leur propriété. French la reprend plus tard pour l'offrir à son amant Roberto Gianatta.
French meurt en janvier 1988 à Rome, en Italie.

## 1988,Smithsonian American Art Museum, Washington, DC
- Nude and Dress Suit, 1950, Smithsonian American Art Museum, Washington, DC
- Evasion, 1947, Cleveland Museum of Art, Cleveland, Ohio
- State Park, 1946, Whitney Museum of American Art, New York, New York
- Learning, 1946, Smithsonian American Art Museum, Washington, DC
- The Sea, 1946
- John Pelham, 1939, Court House Annex, Richmond, Virginia
- Cavalrymen Crossing a River, 1939, Court House Annex, Richmond, Virginia
- Mealtime, The Early Coal Miners, 1937, Plymouth Post Office, Plymouth (Pennsylvanie).
- Mealtime, The Early Coal Miners (Mural Study), 1936, Smithsonian American Art Museum, Washington, DC
- Mealtime, The Early Coal Miners (Mural Study), 1935, Smithsonian American Art Museum, Washington, DC
- Safe, 1937, National Baseball Hall of Fame and Museum, Cooperstown, New York

## Expositions
- Banfer Gallery, New York, 1969
- Banfer Gallery, New York, 1967
- Banfer Gallery, New York, 1965
- Robert Isaacson Gallery, New York, 1962
- Edwin Hewitt Gallery, New York, 1955
- Edwin Hewitt Gallery, New York, 1950
- Julien Levy Gallery, New York, 1939
- Morgan Hall, Amherst College, Massachusetts, 1939
- Vassar College Art Gallery, New York, 1939